# Trujillina isolata
Trujillina isolata là một loài nhện trong họ Ctenidae.
Loài này thuộc chi Trujillina. Trujillina isolata được Elizabeth Bangs Bryant miêu tả năm 1942.